# 泽梅奇诺 (奔萨州)
泽梅奇诺（羅馬化：Zemetchino）是俄罗斯奔萨州的市级镇、泽梅奇诺区行政中心及规模最大聚居地，地处奔萨州西北部，位于伏尔加河流域维沙河两支流拉耶夫卡河（Раевка）与马什尼亚河（Машня）间，在州府奔萨西北方。
该地2022年人口有9,324人；2010年人口10,772；2002年人口12,088；1989年人口11,876。